# 古野晶子
古野 晶子（ふるの あきこ、1980年7月5日 - ）は、NHKの元アナウンサー。

## 人物
福岡県福岡市出身。私立筑紫女学園高等学校を経て法政大学卒業後、2003年入局。
長野局→東京アナウンス室→甲府局→東京アナウンス室→さいたま局を経て、2022年7月1日付でアナウンス室を離れ人事局に異動した。

## 挿話
- 初任地の長野放送局では地上デジタル放送推進大使を務めた。
- 東京では主に社会・経済系の番組キャスターを担当。
- 入局6年目には、連続テレビ小説のナレーションに起用された。
- 2012年1月末から産休に入っていたが、2013年10月より復帰した。
- 同期の女性アナが西日本地区に配属されたのに対し、東日本地区に配属された。

## 担当番組
長野放送局勤務時
- 長野県のニュース・中継・リポート
- イブニング信州（2005年3月 - 2006年6月）

東京アナウンス室勤務時（1度目）
- 2006 FIFAワールドカップ・デイリーハイライト（2006年6月）[注釈 1]
- 経済羅針盤（MC／2006年8月 - 2009年3月）
- 海外安全情報・NHKニュース（午後5時）・NHKニュース7 ニュースリーダー（2007年1月 - 2008年1月）
- 地域発!どうする日本 リポーター（2007年 - 2009年・不定期）
- 各種ナレーション
  - 関口知宏の中国鉄道大紀行 〜最長片道ルート36000kmをゆく〜 関連番組（2007年4月 - 11月）
  - 連続テレビ小説『瞳』（2008年4月 - 9月）
  - 世界一周!地球に触れる・エコ大紀行 関連番組（2008年4月 - 12月）
  - ハイビジョン特集
  - BSドキュメンタリー など
- 衆院選2009・列島ドキュメント（2009年8月31日）
- NHK週刊ニュース（2009年4月 - 2011年3月）
- こんなステキなにっぽんが（不定期・総合テレビほか）ナレーション
- 美の壺 ナレーション（2009年4月 - 2011年3月）

甲府放送局勤務時
- Newsまるごと山梨 キャスター（2011年4月 - 12月）
- 山梨県のニュース・中継・リポート
- 金曜山梨
- さわやか自然百景 ナレーション
  - 八ヶ岳山麓 国蝶舞う里山（2014年11月2日）
  - 山梨 乙女高原（2015年9月20日）
- 樹海 命めぐる四季（ナレーション）

東京アナウンス室勤務時（2度目）
- あさイチ（リポーター・2016年3月31日 - 2018年6月）
- 首都圏ネットワーク リポーター・ニュースリーダー（2020年9月11日 - 2021年6月）
- 2021年度には、新人アナウンサー研修の講師を担当した。
- ニュース・気象情報・リポート（主に関東甲信越地方のローカルニュースを担当。）

## 同期のアナウンサー
- 青井実（退職→フリー）
- 網秀一郎
- 新井秀和
- 一柳亜矢子
- 猪原智紀
- 大沢幸広
- 小澤康喬
- 川崎寛司
- 神田愛花（退職→セント・フォース）
- 後藤康之
- 佐々生佳典
- 佐藤克樹
- 塩田慎二
- 首藤奈知子
- 鈴木貴彦
- 高木修平
- 田中秀樹
- 谷口慎一郎
- 塚本堅一
- 筒井亮太郎
- 中山庸介
- 西堀裕美
- 橋本奈穂子
- 畠山大志
- 比田美仁
- 森田洋平
- 大沢（秋田）、塩田（宮崎）、首藤（松山）、西堀（山口）、橋本（金沢・名古屋）は古野と同じく地デジ大使を務めた。